# Olympische Sommerspiele 2008/Radsport
Bei den Olympischen Sommerspielen 2008 in Peking fanden insgesamt 18 Entscheidungen im Radsport statt; elf bei den Männern und sieben bei den Frauen. Davon fielen zehn Entscheidungen im Bahnradsport, vier im Straßenradsport, zwei im Mountainbike und zwei im erstmals bei Olympischen Spielen ausgetragenen BMX-Rennsport.

## Qualifikationsmodus

### Bahnradsport
Jedes NOK durfte in den Einzelwettbewerben, mit Ausnahme des Punktefahrens, bis zu zwei Starter schicken, sofern sie sich qualifizierten. Im Punktefahren sowie den Teamwettbewerben war jeweils ein Starter beziehungsweise Team pro Nation erlaubt.

#### Teamsprint, Männer
Insgesamt zwölf Mannschaften durften im Teamsprint teilnehmen. Es qualifizierten sich der Weltmeister der Bahnweltmeisterschaften 2008 in Birmingham, die Siegernation des Bahnrad-Weltcups über diese Strecke und die zehn Besten der weiteren Teams in der Weltrangliste.

#### Sprint, Männer
Insgesamt 18 Teilnehmer durften im Sprint der Männer an den Start gehen. Diese waren der Weltmeister 2008, der Sieger des Bahnrad-Weltcups, der Sieger der B-Weltmeisterschaft 2007 in Kapstadt, die besten fünf der Weltrangliste sowie jeweils ein weiterer Fahrer aller Mannschaften, die sich für den Teamsprint qualifiziert hatten.

#### Keirin, Männer
Insgesamt 18 Teilnehmer durften im Keirin der Männer an den Start gehen. Diese waren der Weltmeister 2008, der Sieger des Bahnrad-Weltcups, der Sieger der B-Weltmeisterschaft 2007 in Kapstadt, die besten acht der Weltrangliste sowie jeweils ein weiterer Fahrer aller Mannschaften, die sich für den Teamsprint qualifiziert hatten.

#### Mannschaftsverfolgung, Männer
Es qualifizierten sich der Weltmeister 2008, die Siegernation des Bahnrad-Weltcups sowie die besten acht der restlichen Teams der Weltrangliste.

#### Einerverfolgung, Männer
Qualifiziert waren der Weltmeister 2008, der Sieger des Bahnrad-Weltcups, der Sieger der B-WM 2007, die besten fünf der restlichen Fahrer in der Weltrangliste sowie ein weiterer Fahrer aller für den Teamwettbewerb qualifizierten Mannschaften.

#### Madison, Männer
Es qualifizierten sich die Weltmeister 2008, die Sieger des Bahnrad-Weltcups, sowie die besten zwölf Zweier der Weltrangliste, wobei nur ein Team pro Nation erlaubt war.

#### Punktefahren, Männer
Qualifiziert waren der Weltmeister 2008, der Sieger des Bahnrad-Weltcups, der Sieger der B-WM, die besten neun der restlichen Fahrer in der Weltrangliste und, sofern noch nicht qualifiziert, jeweils ein Fahrer aller qualifizierten Teams im Zweiermannschaftsfahren.

#### Sprint, Frauen
Es qualifizierten sich die Weltmeisterin 2008, die Bahnrad-Weltcupsiegerin, die Siegerin der B-WM 2007 sowie neun weitere Athletinnen über die Weltrangliste.

#### Einerverfolgung, Frauen
Es qualifizierten sich die Weltmeisterin 2008, die Bahnrad-Weltcupsiegerin, die Siegerin der B-WM 2007 sowie neun weitere Athletinnen über die Weltrangliste.

#### Punktefahren, Frauen
Es qualifizierten sich die Weltmeisterin 2008, die Bahnrad-Weltcupsiegerin, die Siegerin der B-WM 2007, acht weitere Athletinnen über die Weltrangliste sowie maximal neun der zwölf Teilnehmerinnen in der Einerverfolgung.

### Straßenradsport

#### Straßenrennen, Männer
Die einzelnen Verbände konnten Quotenplätze über diverse UCI-Ranglisten erringen. Die besten zehn Nationen der UCI-ProTour-Rangliste 2007, durften fünf Teilnehmer an den Start schicken, die Nationen auf den Rängen 10–14 deren vier. Jeweils drei Starter durften das bestplatzierte NOK der Afrika-, Asien- und Ozeanien-Tour, die besten drei der Amerika-Tour und die besten sechs der Europa-Tour aller noch nicht über die UCI-Rangliste qualifizierten Verbände stellen. Zwei Startplätze gingen an den zweitbesten Verband der Afrika-Tour und die Nationen auf den Rängen 2–4 der Asien-Tour, 4–6 der Amerika-Tour und 7–16 der Europa-Tour. Alle weiteren Verbände, die mindestens einen Fahrer in der Pro-Tour Rangliste oder einen unter den besten 200 der Europa-Rangliste, 20 der Amerika-Rangliste oder 5 der Afrika-, Asien- oder Ozeanien-Rangliste hatten, durften mit einem Fahrer am olympischen Massenstartrennen an den Start gehen. Hinzu kamen die besten fünf der B-Weltmeisterschaft 2007, die für sich ein persönliches Startrecht herausgefahren hatten, so dass das Starterfeld im Straßenrennen der Männer zwischen 130 und 160 Fahrer groß sein konnte.
Quotenstartplätze
Anzahl der Startplätze in Klammern. Die gewonnenen Startplätze über die B-WM sind hier mit eingerechnet.
| - Spanien (5) - Italien (5) - Australien (5) - Russland (5) - Luxemburg (5) - Deutschland (5) - Niederlande (5) - Belgien (5) - Vereinigte Staaten (5) - Frankreich (5) | - Vereinigtes Königreich (4) - Slowenien (4) - Norwegen (4) - Ukraine (4) - Schweden (4) | - Südafrika (3) - Neuseeland (3) - Argentinien (3) - Kanada (3) - Kolumbien (3) - Iran (3) - Polen (3) - Slowenien (3) - Portugal (3) - Slowakei (3) - Kroatien (3) - Dänemark (3) - Hongkong (3) | - Tunesien (2) - Venezuela (2) - Mexiko (2) - Brasilien (2) - Japan (2) - Kasachstan (2) - Volksrepublik China (2) - Belarus (2) - Österreich (2) - Schweiz (2) - Estland (2) - Norwegen (2) - Litauen (2) - Bulgarien (2) - Tschechien (2) - Lettland (2) - Serbien (2) - Griechenland (2) - Chile (2) - Algerien (2) | - Ungarn (1) - Irland (1) - Libyen (1) - Costa Rica (1) - Kuba (1) - Südkorea (1) - Namibia (1) - Moldau (1) - Usbekistan (1) - El Salvador (1) |

#### Straßenrennen, Frauen
Die besten 16 Nationen der UCI-Weltrangliste durften drei Teilnehmerinnen im olympischen Massenstartrennen an den Start schicken, die Nationen auf den Rängen 17–24 deren zwei und jeder Verband, der mindestens eine Fahrerin unter den besten 100 der Einzelweltrangliste hatte, durfte eine Teilnehmerin nominieren. Hinzu kamen die besten drei der B-Weltmeisterschaft 2007, so dass das finale Starterfeld zwischen 70 und 90 Athletinnen betrug.

#### Zeitfahren, Männer
Maximal zwei Fahrer eines NOK dürfen beim Zeitfahren der Männer teilnehmen, sofern mindestens einer einen Platz unter den besten 15 im Zeitfahren bei der Weltmeisterschaft in Stuttgart belegte. Es qualifizierten sich die besten 15 Fahrer der Weltmeisterschaft WM, die ein persönliches Startrecht bekamen. Des Weiteren durften die besten zehn Nationen der UCI-Protourrangliste, die besten sieben der Europarangliste, die besten vier der Amerikarangliste, die besten zwei der Asienrangliste und das jeweils beste NOK der Afrika- und Ozeanienrangliste jeweils einen Fahrer an den Start schicken, so dass das endgültige Teilnehmerfeld im Zeitfahren der Männer 40 Athleten betrug.
Quotenplätze
| - Spanien (2) - Italien (2) - Russland (2) - Deutschland (2) - Niederlande (2) - Belgien (2) - Vereinigte Staaten (2) | - Australien (1) - Luxemburg (1) - Frankreich (1) - Südafrika (1) - Argentinien (1) - Brasilien (1) - Kolumbien (1) - Iran (1) - Japan (1) - Neuseeland (1) - Polen (1) - Slowenien (1) | - Portugal (1) - Slowakei (1) - Kroatien (1) - Dänemark (1) - Österreich (1) - Schweiz (1) - Ungarn (1) - Kasachstan (1) - Belarus (1) - Vereinigtes Königreich (1) - Lettland (1) - Schweden (1) |

#### Zeitfahren, Frauen
Maximal zwei Fahrerinnen eines NOK durften beim Zeitfahren der Frauen teilnehmen, sofern mindestens eine einen Platz unter den besten zehn im Zeitfahren bei der Weltmeisterschaft in Stuttgart belegt hatte. Qualifiziert waren die besten 10 der Weltmeisterschaft, die ein persönliches Startrecht bekamen, sowie jeweils eine Fahrerin der 15 besten Nationen in der UCI-Weltrangliste, so dass das endgültige Teilnehmerfeld im Zeitfahren der Frauen 25 Athletinnen betrug.

### Mountainbike

#### Männer
Die besten fünf NOKs der UCI-Weltrangliste vom 31. Dezember 2007 durften drei Teilnehmer an den Start schicken, die NOKs auf den Rängen 6 bis 13 deren zwei und die NOKs auf den Rängen 14 bis 24 jeweils einen. Hinzu kamen die beiden besten Teilnehmer, der nicht über die Weltrangliste qualifizierten Teams, der Afrika-, Amerika-, Asien- und Ozeanienmeisterschaften, so dass das Starterfeld maximal 51 Athleten betragen konnte.
Anzahl der Quotenplätze
- 3 Quotenplätze:  Frankreich,  Schweiz,  Spanien,  Belgien,  Deutschland
- 2 Quotenplätze:  Vereinigte Staaten,  Niederlande,  Schweden,  Kanada,  Österreich,  Dänemark,  Italien,  Vereinigtes Königreich
- 1 Quotenplatz:  Tschechien,  Australien,  Neuseeland,  Polen,  Russland,  Kolumbien,  Brasilien,  Ukraine,  Chile,  Südafrika,  Irland,  Namibia,  Simbabwe,  Argentinien,  Costa Rica,  Volksrepublik China,  Hongkong,  Ungarn,  Türkei

#### Frauen
Die NOKs auf den Rängen 1 bis 8 der UCI-Weltrangliste durften jeweils zwei Starterinnen nach Peking schicken, die auf den Rängen 9 bis 18 jeweils eine. Hinzu kommen die Siegerinnen der Afrika-, Amerika-, Asien- und Ozeanienmeisterschaften 2007, so dass das Starterfeld maximal 29 Athletinnen betragen konnte.
Anzahl der Quotenplätze
- 2 Quotenplätze:  Volksrepublik China,  Deutschland,  Kanada,  Vereinigte Staaten,  Norwegen,  Polen,  Russland,  Schweiz
- 1 Quotenplatz:  Frankreich,  Tschechien,  Spanien,  Slowenien,  Niederlande,  Österreich,  Neuseeland,  Italien,  Schweden,  Brasilien,  Südafrika,  Chile,  Australien,  Japan

### BMX-Rennen

#### Männer
Die besten fünf NOKs der Weltrangliste vom 31. Mai 2008 durften jeweils drei Starter nach Peking 2008 entsenden, die NOKs auf den Rängen 6 bis 8 jeweils zwei und die auf den Rängen 9 bis 11 jeweils einen. Hinzu kamen die besten sechs aller nicht über die Weltrangliste qualifizierten Fahrer der WM 2008 (maximal ein Fahrer pro NOK) und zwei Startplätze, die per Wildcard verliehen wurden, so dass das Fahrerfeld 32 Starter betrug.

#### Frauen
Die besten vier NOKs der Weltrangliste vom 31. Mai 2008 durften jeweils zwei Fahrerinnen nach Peking schicken und die NOKs auf den Rängen 5 bis acht jeweils eine. Hinzu kamen die besten drei aller restlichen Fahrerinnen bei der WM 2008 und ein Startplatz, der per Wildcard vergeben wurden, so dass das Starterfeld 16 Fahrerinnen betrug.

## Olympische Rennen

### Männer

#### Straße

##### Straßenrennen
| Platz | Land | Sportler           | Zeit (h)   |
| ----- | ---- | ------------------ | ---------- |
| 1     | ESP  | Samuel Sánchez     | 6:23:49    |
|       | ITA  | Davide Rebellin    | gl. Zeit   |
| 2     | SUI  | Fabian Cancellara  | gl. Zeit   |
| 3     | RUS  | Alexander Kolobnew | gl. Zeit   |
| 4     | LUX  | Andy Schleck       | gl. Zeit   |
| 5     | AUS  | Michael Rogers     | gl. Zeit   |
| 6     | COL  | Santiago Botero    | + 0:12 min |
| 7     | BEL  | Mario Aerts        | gl. Zeit   |
| 8     | CAN  | Michael Barry      | + 0:16 min |

Datum: 9. August 2008, 11:00 Uhr
Am Start waren 143 Athleten, von denen nur ungefähr die Hälfte das Rennen beendete. Von den fünf deutschen Teilnehmern mussten vier Fahrer, Gerald Ciolek, Stefan Schumacher, der zuvor noch als Goldhoffnung angesehen wurde, Jens Voigt sowie Bert Grabsch, das Rennen aufgeben, der fünfte Deutsche Fabian Wegmann hatte am Ende als zweieinhalb Minuten Rückstand auf den Sieger und wurde 21. Bei den Schweizern konnte der einzige Teilnehmer Fabian Cancellara die Bronzemedaille erringen, die beiden Österreicher Christian Pfannberger und Thomas Rohregger konnten sich nicht unter den besten 20 platzieren. Insgesamt führte das Rennen über 245,4 Kilometer, wobei nach circa 79 flachen Kilometern sieben Mal die Runde über den Juyongguan-Pass befahren werden musste. Die erste Hälfte des Rennens wurde von zwei Ausreißern, Patricio Almonacid aus Chile und Horacio Gallardo aus Bolivien, geprägt, danach konnten sich einige Ausreißergruppen für mehrere Kilometer absetzen, ehe Andy Schleck rennentscheidend attackierte. Ihm folgten vier Fahrer, Samuel Sánchez, Davide Rebellin, Alexander Kolobnew und Michael Rogers. Kolobnew und Rogers mussten auf dem letzten Anstieg abreißen lassen, wurden allerdings von dem aus der Verfolgergruppe angreifenden Fabian Cancellara wieder an die drei Fahrer an der Spitze herangeführt, sodass zum Schluss sechs Fahrer um den Sieg sprinteten. Diesen Sprint gewann Sánchez vor Rebellin und Cancellara.
Ende April 2009 bestätigte das Nationale Olympische Komitee Italiens (CONI), dass der Zweite Rebellin bei Nachkontrollen von Dopingproben positiv auf das EPO-Mittel CERA getestet wurde. Auch der Deutsche Stefan Schumacher wurde positiv getestet. Am 17. November 2009 wurde Rebellin die Silbermedaille offiziell aberkannt und auch Schumacher wurde aus den Ergebnislisten gestrichen.

##### Einzelzeitfahren
| Platz | Land | Sportler            | Zeit (h)      |
| ----- | ---- | ------------------- | ------------- |
| 1     | SUI  | Fabian Cancellara   | 1:02:11,43    |
| 2     | SWE  | Gustav Erik Larsson | + 0:33,36 min |
| 3     | USA  | Levi Leipheimer     | + 1:09,68 min |
| 4     | ESP  | Alberto Contador    | + 1:18,08 min |
| 5     | AUS  | Cadel Evans         | + 1:23,54 min |
| 6     | ESP  | Samuel Sánchez      | + 2:25,81 min |
| 7     | CAN  | Svein Tuft          | + 2:28,01 min |
| 8     | AUS  | Michael Rogers      | + 2:35,42 min |

Datum: 13. August 2008, 11:30 Uhr
Für den Favoritensieg und die erste Schweizer Goldmedaille dieser Spiele sorgte der Doppel-Zeitfahrweltmeister Fabian Cancellara. Nachdem er bereits im Straßenrennen eine Bronzemedaille geholt hatte, erfüllte er im Einzelzeitfahren die Erwartungen in ihn und distanzierte vor allem auf den letzten Kilometern seine Kontrahenten deutlich. Überraschungszweiter des 39 Teilnehmer starken Feldes wurde der Schwede Gustav Erik Larsson, an dessen Zeit zwischenzeitlich sogar Cancellara zu scheitern drohte. Durch eine starke Abfahrt konnte der Schweizer aber zum Schluss klar den Sieg einfahren. Dritter wurde der Amerikaner Levi Leipheimer, der nur um wenige Sekunden vor seinem Teamkollegen im Profiradsport, dem Spanier Alberto Contador, blieb. Der Tourzweite Cadel Evans wurde Fünfter, einen Platz hinter ihm platzierte sich der Sieger im Straßenrennen, Samuel Sánchez. Die beiden deutschen Teilnehmer Stefan Schumacher und Bert Grabsch konnten die Medaillenhoffnungen nicht erfüllen und landeten mit weniger als einer Sekunde Abstand auf den Plätzen 13 und 14. Es stand kein Österreicher am Start des 47,3-Kilometer-Zeitfahrens.
Wenige Tage später gab es Medienberichte darüber, dass der Bronzemedaillengewinner Leipheimer mit einem nicht den Regeln entsprechenden Lenker an den Start gegangen sei. Unklar ist, wie es zu einer Zulassung dieses Lenkers kommen konnte. Auch die Konsequenzen stehen noch nicht fest.

#### Bahn

##### Teamsprint
| Platz | Land | Sportler                                            | Zeit (s) |
| ----- | ---- | --------------------------------------------------- | -------- |
| 1     | GBR  | Chris Hoy Jason Kenny Jamie Staff                   | 43,128   |
| 2     | FRA  | Grégory Baugé Kévin Sireau Arnaud Tournant          | 43,651   |
| 3     | GER  | René Enders Maximilian Levy Stefan Nimke            | 44,014   |
| 4     | AUS  | Ryan Bayley Daniel Ellis Mark French                | 44,022   |
| 5     | NED  | Theo Bos Teun Mulder Tim Veldt                      | 44,212   |
| 6     | JPN  | Kiyofumi Nagai Tomohiro Nagatsuka Kazunari Watanabe | 44,437   |
| 7     | MAS  | Azizulhasni Awang Josiah Ng Mohd Rizal Tisin        | 44,822   |
| 8     | USA  | Michael Blatchford Adam Duvendeck Giddeon Massie    | 45,423   |

Datum: 15. August 2008, 18:45 Uhr

##### Punkterennen
| Platz | Land | Sportler           | Punkte |
| ----- | ---- | ------------------ | ------ |
| 1     | ESP  | Joan Llaneras      | 60     |
| 2     | GER  | Roger Kluge        | 58     |
| 3     | GBR  | Chris Newton       | 56     |
| 4     | AUS  | Cameron Meyer      | 36     |
| 5     | BLR  | Wassil Kiryjenka   | 34     |
| 6     | DEN  | Daniel Kreutzfeldt | 29     |
| 7     | CAN  | Zach Bell          | 27     |
| 8     | JPN  | Makoto Iijima      | 23     |

Datum: 16. August 2008, 17:40 Uhr
Es nahmen 23 Fahrer am Wettkampf teil, von denen zwei nicht das Ziel erreichten. Lange führte der Deutsche Roger Kluge die Punktewertung an, nachdem er das Feld zweimal überrundet und dafür vierzig Punkte bekommen hatte. Durch eine weitere Rundenwertung wurde er jedoch ungefähr 30 Runden vor Schluss zwischendurch vom Olympiasieger von 2000 aus Spanien Joan Llaneras und dem Briten Chris Newton überholt. Nach 160 Runden und 40 Kilometern fuhr dann aber Kluge als Erster ins Ziel, sicherte sich damit noch einmal fünf Punkte und kam auf den zweiten Rang. Llaneras holte nach Samuel Sánchez im Straßenrennen die zweite Goldmedaille dieser Spiele für Spanien, beide im Radsport.

##### Einerverfolgung
| Platz | Land | Sportler         | Zeit (min)   |
| ----- | ---- | ---------------- | ------------ |
| 1     | GBR  | Bradley Wiggins  | 4:16,977     |
| 2     | NZL  | Hayden Roulston  | 4:19,611     |
| 3     | GBR  | Steven Burke     | 4:20,947     |
| 4     | RUS  | Alexei Markow    | 4:24,149     |
| 5     | UKR  | Wolodymyr Djudja | 4:21,530 (Q) |
| 6     | ESP  | Toni Tauler      | 4:22,462 (Q) |
| 7     | USA  | Taylor Phinney   | 4:22,860 (Q) |
| 8     | RUS  | Alexander Serow  | 4:23,732 (Q) |

Datum: 16. August 2008, 18:55 Uhr

##### Keirin
| Platz | Land | Sportler          |
| ----- | ---- | ----------------- |
| 1     | GBR  | Chris Hoy         |
| 2     | GBR  | Ross Edgar        |
| 3     | JPN  | Kiyofumi Nagai    |
| 4     | AUS  | Shane Kelly       |
| 5     | GER  | Carsten Bergemann |
| 6     | FRA  | Arnaud Tournant   |
| 7     | FRA  | Grégory Baugé     |
| 8     | AUS  | Ryan Bayley       |

Datum: 16. August 2008, 19:15 Uhr

##### Mannschaftsverfolgung

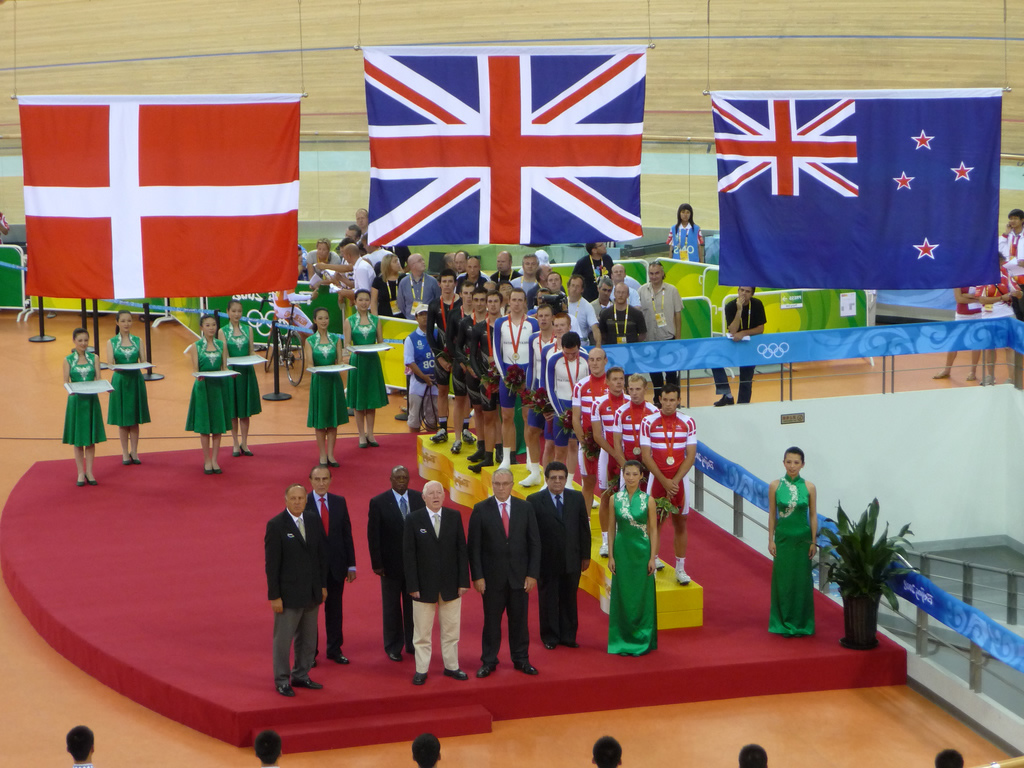
Siegerehrung der Mannschaftsverfolgung

| Platz | Land | Sportler                                                                                 | Zeit (min)    |
| ----- | ---- | ---------------------------------------------------------------------------------------- | ------------- |
| 1     | GBR  | Ed Clancy Paul Manning Geraint Thomas Bradley Wiggins                                    | 3:53,314 (WR) |
| 2     | DEN  | Michael Mørkøv Casper Jørgensen Jens-Erik Madsen Alex Rasmussen Michael Færk Christensen | 4:00,040      |
| 3     | NZL  | Sam Bewley Hayden Roulston Marc Ryan Jesse Sergent                                       | 3:57,776      |
| 4     | AUS  | Jack Bobridge Graeme Brown Mark Jamieson Luke Roberts                                    | 3:59,006      |
| 5     | NED  | Levi Heimans Jens Mouris Robert Slippens Wim Stroetinga                                  | 4:04,846 (Q)  |
| 6     | RUS  | Jewgeni Kowaljow Alexei Markow Alexander Petrowski Alexander Serow                       | 4:06,518 (Q)  |
| 7     | ESP  | Sergi Escobar Asier Maeztu Antonio Miguel David Muntaner                                 | 4:06,509 (Q)  |
| 8     | FRA  | Damien Gaudin Matthieu Ladagnous Christophe Riblon Nicolas Rousseau                      | DSQ           |

Datum: 18. August 2008, 18:15 Uhr

##### Madison
| Platz | Land | Sportler                           | Punkte            |
| ----- | ---- | ---------------------------------- | ----------------- |
| 1     | ARG  | Juan Curuchet Walter Pérez         | 8                 |
| 2     | ESP  | Joan Llaneras Toni Tauler          | 7                 |
| 3     | RUS  | Michail Ignatjew Alexei Markow     | 6                 |
| 4     | BEL  | Iljo Keisse Kenny De Ketele        | (1 Rd. zurück) 17 |
| 5     | GER  | Roger Kluge Olaf Pollack           | (1 Rd. zurück) 15 |
| 6     | DEN  | Michael Mørkøv Alex Rasmussen      | (1 Rd. zurück) 14 |
| 7     | FRA  | Matthieu Ladagnous Jérôme Neuville | (1 Rd. zurück) 12 |
| 8     | NED  | Jens Mouris Peter Schep            | (1 Rd. zurück) 6  |

Datum: 19. August 2008, 17:30 Uhr

##### Sprint
| Platz | Land | Sportler          |
| ----- | ---- | ----------------- |
| 1     | GBR  | Chris Hoy         |
| 2     | GBR  | Jason Kenny       |
| 3     | FRA  | Mickaël Bourgain  |
| 4     | GER  | Maximilian Levy   |
| 5     | FRA  | Kévin Sireau      |
| 6     | NED  | Teun Mulder       |
| 7     | NED  | Theo Bos          |
| 8     | MAS  | Azizulhasni Awang |

Datum: 19. August 2008, 19:30 Uhr

#### BMX
| Platz | Land | Sportler               | Zeit (min) |
| ----- | ---- | ---------------------- | ---------- |
| 1     | LAT  | Māris Štrombergs       | 0:36,190   |
| 2     | USA  | Mike Day               | 0:36,606   |
| 3     | USA  | Donny Robinson         | 0:36,972   |
| 4     | COL  | Andrés Jiménez         | 0:39,137   |
| 5     | NED  | Rob van den Wildenberg | 0:39,772   |
| 6     | AUS  | Jared Graves           | 2:29,233   |
| 7     | RSA  | Sifiso Nhlapo          | DNF        |
| 8     | FRA  | Damien Godet           | DNF        |

Datum: 22. August 2008, 10:40 Uhr

#### Mountainbike
| Platz | Land | Sportler                | Zeit (h) |
| ----- | ---- | ----------------------- | -------- |
| 1     | FRA  | Julien Absalon          | 1:55:59  |
| 2     | FRA  | Jean-Christophe Péraud  | 1:57:06  |
| 3     | SUI  | Nino Schurter           | 1:57:52  |
| 4     | SUI  | Christoph Sauser        | 1:57:54  |
| 5     | ITA  | Marco Aurelio Fontana   | 1:59:59  |
| 6     | AUT  | Christoph Soukup        | 2:00:11  |
| 7     | GBR  | Liam Killeen            | 2:00:14  |
| 8     | ESP  | Inaki Lejarreta Errasti | 2:00:21  |

Datum: 23. August 2008, 15:00 Uhr

### Frauen

#### Straße

##### Straßenrennen
| Platz | Land | Sportlerin        | Zeit (h)   |
| ----- | ---- | ----------------- | ---------- |
| 1     | GBR  | Nicole Cooke      | 3:32:24    |
| 2     | SWE  | Emma Johansson    | gl. Zeit   |
| 3     | ITA  | Tatiana Guderzo   | gl. Zeit   |
| 4     | AUT  | Christiane Soeder | + 0:04 min |
| 5     | DEN  | Linda Villumsen   | + 0:09 min |
| 6     | NED  | Marianne Vos      | + 0:21 min |
| 7     | SUI  | Priska Doppmann   | gl. Zeit   |
| 8     | POL  | Paulina Brzeźna   | gl. Zeit   |

Datum: 10. August 2008, 14:00 Uhr
Es nahmen 66 Athletinnen am Wettbewerb teil, von denen drei das Ziel nicht erreichten. Der Kurs führte über dieselbe Strecke wie bei den Männern. Nach dem flachen Kurs von 78,8 Kilometern wurden allerdings nur zwei Runden à 23,8 Kilometer gefahren. Die Gesamtfahrstrecke betrug somit 126,4 Kilometer. Die Schweizerin Nicole Brändli belegte den 18. Rang. Die Deutschen Trixi Worrack, Hanka Kupfernagel, Judith Arndt belegten die Ränge 20, 39 und 41. Die Österreicherin Monika Schachl belegte Rang 46.

##### Einzelzeitfahren
| Platz | Land | Sportlerin             | Zeit (min)    |
| ----- | ---- | ---------------------- | ------------- |
| 1     | USA  | Kristin Armstrong      | 34:51,72      |
| 2     | GBR  | Emma Pooley            | + 0:24,29 min |
| 3     | SUI  | Karin Thürig           | + 0:59,27 min |
| 4     | FRA  | Jeannie Longo-Ciprelli | + 1:00,90 min |
| 5     | USA  | Christine Thorburn     | + 1:02,44 min |
| 6     | GER  | Judith Arndt           | + 1:08,05 min |
| 7     | AUT  | Christiane Soeder      | + 1:29,03 min |
| 8     | SUI  | Priska Doppmann        | + 1:36,07 min |

Datum: 13. August 2008, 11:30 Uhr
Unter den 25 Teilnehmern befanden sich auch zwei deutsche Starterinnen. Judith Arndt legte als Sechste einen ordentlichen Wettkampf hin und verpasste nur um neun Sekunden die Bronzemedaille. Zeitfahr-Weltmeisterin Hanka Kupfernagel enttäuschte und platzierte sich überraschend als Elfte nicht einmal in den besten Zehn. Bei den Schweizern sorgte Karin Thürig für die zweite Bronzemedaille nach dem dritten Platz Fabian Cancellaras im Straßenrennen. Auch Priska Doppmann fuhr ein gutes Rennen und wurde Achte, einen Platz hinter der einzigen Österreicherin Christiane Soeder. Die Entscheidung auf der 23,5-Kilometer-Runde fiel zugunsten der favorisierten Amerikanerin Kristin Armstrong, die die lange führende Emma Pooley noch auf den zweiten Rang verdrängte. Nur um gut eine Sekunde verpasste die fast fünfzigjährige Jeannie Longo-Ciprelli ihre fünfte Olympiamedaille seit 1992.

#### Bahn

##### Punkterennen
| Platz | Land | Sportlerin            | Punkte |
| ----- | ---- | --------------------- | ------ |
| 1     | NED  | Marianne Vos          | 30     |
| 2     | CUB  | Yoanka González Pérez | 18     |
| 3     | ESP  | Leire Olaberria       | 13     |
| 4     | COL  | María Luisa Calle     | 13     |
| 5     | UKR  | Lessja Kalytowska     | 10     |
| 6     | AUS  | Katherine Bates       | 10     |
| 7     | FRA  | Pascale Jeuland       | 8      |
| 8     | RUS  | Olga Sljussarewa      | 8      |

Datum: 18. August 2008, 16:30 Uhr

##### Einerverfolgung
| Platz | Land | Sportlerin        | Zeit (min)   |
| ----- | ---- | ----------------- | ------------ |
| 1     | GBR  | Rebecca Romero    | 3:28,321     |
| 2     | GBR  | Wendy Houvenaghel | 3:30,395     |
| 3     | UKR  | Lessja Kalytowska | 3:31,413     |
| 4     | NZL  | Alison Shanks     | 3:34,156     |
| 5     | USA  | Sarah Hammer      | 3:35,471 (Q) |
| 6     | LTU  | Vilija Sereikaitė | 3:36,063 (Q) |
| 7     | AUS  | Katie Mactier     | 3:38,178 (Q) |
| 8     | CZE  | Lada Kozlíková    | 3:39,561 (Q) |

Datum: 17. August 2008, 17:05 Uhr

##### Sprint
| Platz | Land | Sportlerin          |
| ----- | ---- | ------------------- |
| 1     | GBR  | Victoria Pendleton  |
| 2     | AUS  | Anna Meares         |
| 3     | CHN  | Guo Shuang          |
| 4     | NED  | Willy Kanis         |
| 5     | FRA  | Clara Sanchez       |
| 6     | BLR  | Natallja Zylinskaja |
| 7     | USA  | Jennie Reed         |
| 8     | LTU  | Simona Krupeckaitė  |

Datum: 19. August 2008, 19:25 Uhr

#### BMX
| Platz | Land | Sportlerin             | Zeit (h) |
| ----- | ---- | ---------------------- | -------- |
| 1     | FRA  | Anne-Caroline Chausson | 0:35,976 |
| 2     | FRA  | Laëtitia Le Corguillé  | 0:38,042 |
| 3     | USA  | Jill Kintner           | 0:38,674 |
| 4     | NZL  | Sarah Walker           | 0:38,805 |
| 5     | ARG  | Gabriela Diaz          | 0:39,747 |
| 6     | AUS  | Nicole Callisto        | 1:19,609 |
| 7     | CAN  | Sammy Cools            | DNF      |
| 8     | GBR  | Shanaze Reade          | REL      |

Datum: 22. August 2008, 10:30 Uhr

#### Mountainbike
| Platz | Land | Sportlerin        | Zeit (h) |
| ----- | ---- | ----------------- | -------- |
| 1     | GER  | Sabine Spitz      | 1:45:11  |
| 2     | POL  | Maja Włoszczowska | 1:45:52  |
| 3     | RUS  | Irina Kalentieva  | 1:46:28  |
| 4     | CAN  | Catharine Pendrel | 1:46:37  |
| 5     | CHN  | Chengyuan Ren     | 1:47:40  |
| 6     | SUI  | Petra Henzi       | 1:48:41  |
| 7     | USA  | Mary McConneloug  | 1:50:34  |
| 8     | USA  | Georgia Gould     | 1:50:51  |

Datum: 23. August 2008, 10:00 Uhr
Teilnehmer:

Sabine Spitz  Deutschland

Petra Henzi  Schweiz

Elisabeth Osl  Österreich (1:51:39 h/11.)

Lene Byberg  Norwegen (1:53:19 h/13.)

Nathalie Schneitter  Schweiz (1:53:42 h/15.)

Eva Lechner  Italien (1:58:22 h/16.)

Adelheid Morath  Deutschland (2:02:25 h/18.)

Gunn-Rita Dahle Flesjå  Norwegen (DNF lap 4)

### Medaillenspiegel Radsport
| Medaillenspiegel Radsport | Medaillenspiegel Radsport | Medaillenspiegel Radsport | Medaillenspiegel Radsport | Medaillenspiegel Radsport | Medaillenspiegel Radsport |
| Platz                     | Land                      | G                         | S                         | B                         | Gesamt                    |
| ------------------------- | ------------------------- | ------------------------- | ------------------------- | ------------------------- | ------------------------- |
| 01                        | Vereinigtes Königreich    | 8                         | 4                         | 2                         | 14                        |
| 02                        | Frankreich                | 2                         | 3                         | 1                         | 6                         |
| 03                        | Spanien                   | 2                         | 1                         | 1                         | 4                         |
| 04                        | Vereinigte Staaten        | 1                         | 1                         | 3                         | 5                         |
| 05                        | Schweiz                   | 1                         | 1                         | 2                         | 4                         |
| 06                        | Deutschland               | 1                         | 1                         | 1                         | 3                         |
| 07                        | Argentinien               | 1                         | –                         | –                         | 1                         |
| 07                        | Lettland                  | 1                         | –                         | –                         | 1                         |
| 07                        | Niederlande               | 1                         | –                         | –                         | 1                         |
| 10                        | Schweden                  | –                         | 2                         | –                         | 2                         |
| 11                        | Neuseeland                | –                         | 1                         | 1                         | 2                         |
| 12                        | Dänemark                  | –                         | 1                         | –                         | 1                         |
| 12                        | Kuba                      | –                         | 1                         | –                         | 1                         |
| 12                        | Polen                     | –                         | 1                         | –                         | 1                         |
| 12                        | Australien                | –                         | 1                         | -                         | 1                         |
| 16                        | Russland                  | –                         | –                         | 3                         | 3                         |
| 17                        | Volksrepublik China       | –                         | –                         | 1                         | 1                         |
| 17                        | Italien                   | –                         | –                         | 1                         | 1                         |
| 17                        | Japan                     | –                         | –                         | 1                         | 1                         |
| 17                        | Ukraine                   | –                         | –                         | 1                         | 1                         |